# Friedrich Chop

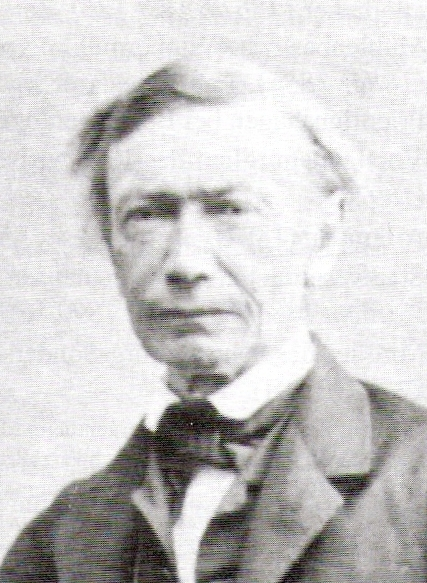
Friedrich Chop

Christian Wilhelm Friedrich Otto Chop (* 28. Februar 1801 in Sondershausen; † 16. März 1875 ebenda) war ein hochrangiger Richter und Chef des Märzministeriums im Fürstentum Schwarzburg-Sondershausen.

## Familie
Die Familie, in die Friedrich hineingeboren wurde, war seit drei Generationen in hohen Regierungsämtern des Fürstentums vertreten. Im genealogischen Schema:
Adolph Friedrich Chop (etwa 1702–1783). Hof- und Konsistorialrat.
[1.] Friedrich Hieronymus Chop (1732–1785). Jurastudium in Göttingen. Verheiratet in 1. Ehe mit Maria Sophia Wilhelmina geb. Falckner (1734–1761); in 2. Ehe mit Dorothea Sabina geb. Saurbier. Kabinettssekretär, später Hof- und Kabinettsrat.
[1.1.] Carl Christian Ferdinand Chop (* 1767, † 21. Juni 1840). Jurastudium in Göttingen. Verheiratet mit Caroline Wilhelmine Christiane geb. Wölfert (* 1766; † 8. August 1832). Geheimrat, Vize-Kanzler und Vize-Konsistorialpräsident. Infolge einer Intrige 1819 aller Ämter enthoben; nach langjährigem Rechtsstreit 1826 vollständig rehabilitiert.
[1.2.] Adolphine Christiane Augusta Chop (* 1774, † 9. Mai 1845 in Berka) ⚭ [2.1.] Johann Adolph Chop.
[1.3.] Günther Friedrich Carl Chop (* 3. Mai 1780, † 28. Dezember 1847). Jurastudium in Göttingen. Verheiratet mit J. Henriette Friederike geb. Freitag (* 1772, † 7. Oktober 1839). Hofrat, Regierungs- und Konsistorialrat. Gehörte (spätestens) ab Anfang 1823 dem Geheimen Consilium an bis zu dessen Aufhebung im August 1835. Von Januar 1834 bis Februar 1836 auch in der Immediat-Kommission für die Zoll- und Steuerangelegenheiten; ab November 1835 Steuerdirektor.
[1.3.1.] Julie Karoline Chop (* 3. August 1805, † 7. September 1883) ⚭ [2.2.1.] Friedrich Chop.
[1.3.2.] Karl Theodor Chop (* Januar 1809, † 8. September 1848). Jurastudium in Göttingen. Verheiratet mit Auguste geb. Schumann (* etwa 1815, † Oktober 1889). Ab März 1831 Advokat; August 1834 Regierungs- und Konsistorialassessor in Arnstadt; März 1841 stimmführendes Regierungsmitglied; April 1842 stimmberechtigtes Mitglied des Landes-Justiz-Kollegiums in Arnstadt und Landesjustizrat. Ab April 1846 war er Mitglied des Geheimeraths-Kollegiums, dessen Aufgaben Ende des Jahres modifiziert wurden. Im 2. Landtag gehörte er zu den Regierungsvertretern.
[2.] August Christian Ernst Chop (1744–1798). Verheiratet mit Christiana Adolphina Maria geb. Francke (* 1745). Geheimer Sekretär, Kabinettsrat.
[2.1.] Johann Adolph Chop (* 1769, † 24. Juli 1849). Studium in Jena; ab 1803 Pfarrer in Berka; ⚭ 1795 [1.2.] Adolphine Chop.
[2.1.1.] Ferdinand Chop (1802–1879). Theologie- und Jurastudium in Göttingen. Bis Juni 1850 Gerichtshalter in Bendeleben, später Kreisgerichtsrat. Mitglied des ‚zur Vereinbarung der Verfassung berufenen Landtags‘ mit Sitzungen vom 4. Juni 1849 bis zum 16. März 1850.
[2.2.] Carl Günther Chop (* 6. März 1774, † 3. Juli 1814 in Arnstadt). Jurastudium in Göttingen. Heirat 1800 mit Dorothea Wilhelmine Christiana Cannabich (* 9. Juli 1779, † 26. März 1839), Tochter des Pfarrers Gottfried Christian Cannabich. Mitglied des Geheimen Consiliums in Sondershausen, nach 1806 Regierungsrat in Arnstadt.
Eine Nichte von Wilhelmine war mit Carl Emmerling verheiratet, der Ende März bis Ende April 1850 Abgeordneter des Fürstentums im Volkshaus des Erfurter Unionsparlaments war.
[2.2.1.] Friedrich Chop (1801–1875) ⚭ 18. April 1824 [1.3.1.] Julie Chop.
Friedrich war verheiratet mit [1.3.1.] Julie Chop; sein Vater war ein Cousin ihres Vaters. Julies Tante [1.2.] Adolphine war mit Friedrichs Onkel [2.1.] Johann Adolph (also ihrem Cousin) verheiratet. In seiner Regierungstätigkeit hatte Friedrich Kontakt mit seinem Schwiegervater [1.3.] Günther, später besonders mit seinem Schwager [1.3.2.] Theodor und dann mit dem Cousin [2.1.1.] Ferdinand.
Nach dem frühen Tod des Vaters [2.2.] Carl Chop zog die Mutter mit den Kindern von Arnstadt zurück in ihr Elternhaus; daher lebte Friedrich in seinen letzten Schuljahren in Sondershausen bei seinem Großvater, dem pensionierten Pfarrer Cannabich.
Überlebende Kinder aus der Ehe mit Julie Chop waren:
- Carl (1825–1882), Rechtsanwalt, Notar, Naturforscher und Schriftsteller.
- Johann Carl Gustav (* 15. Oktober 1827[41]), Trigonometer; heiratete im Oktober 1852.[42]
- Christian Albert Theodor (* 15. März 1831,[43] † 7. April 1898[44]), Amtsgerichtsrat; dessen Sohn:
  - Max (1862–1929), Musikschriftsteller.
- Wilhelm August Gottlieb Julius (* 29. April 1836[45]), wurde Richter am Landgericht in Erfurt.[46]

## Berufsleben
Friedrich Chop wurde während seines Studiums 1817 bis 1819 in Jena Mitglied der Urburschenschaft. Nach dem Studium wurde er 1822 Advokat und 1823 Regierungs- und Konsistorialsekretär, 1824 Assessor, 1825 Rat bei der Fürstlichen Regierung in Sondershausen. Am 23. März 1833 wurde er Sekretär des Geheimen Consiliums.
Nach der Regierungsübernahme im August 1835 besetzte Fürst Günther Friedrich Carl II. die leitenden Positionen des Fürstentums neu. Er ersetzte das Geheime Consilium seines Vaters durch ein Geheimeraths-Collegium, in das er Friedrich zunächst wieder als Sekretär und ein halbes Jahr darauf als Kabinettsrat und volles (drittes) Mitglied berief. Ende 1839 wurde Chop auf die vakante Stelle eines Oberappellationsgerichtsrats am gemeinschaftlichen Ober-Appellations-Gericht in Zerbst versetzt.
Nach der Entlassung von Holleuffer Anfang Januar 1848 rief Fürst Günther Chop am 13. März nach Sondershausen zurück. Am 17. März wurde er zum Geheimrat und Chef des Geheimerats-Kollegiums ernannt; ab 1. Juli 1850 war er Chef des neu geschaffenen „Ministeriums“ (Staatsminister) und Vorstand der Abteilung für die Angelegenheiten des Fürstlichen Hauses, des Äußeren und des Militärs.
Im Herbst 1851 gab es verbreitete Vermutungen, dass Chop sein Amt verlieren würde. Infolge der Landtagswahlen war er jedoch zunächst ab 29. Dezember (neben seinem Ministeramt) Mitglied des Landtags des Fürstentums für den Wahlkreis Arnstadt 2. Regierung und Landtag standen vor der Aufgabe, die im vorherigen Landtag erarbeitete liberale Landesverfassung den restaurativen Forderungen des Bundesreaktionsbeschlusses anzupassen. Chop plante wahrscheinlich, sich als erstes ein vereinfachtes Verfahren für die anstehenden Verfassungsänderungen genehmigen zu lassen. Aber schon bei der Konstituierung des Landtags am 3. Januar 1852 verlor er mit 8 gegen 9 Stimmen eine Abstimmung über die Wahlprüfung gegen die von Albert von Holleuffer angeführte Opposition. Darauf trat er von seinem Landtagsmandat zurück und ließ sich in den Ruhestand versetzen. Damit entsprach er einer Ankündigung, die er im November zuvor gemacht hatte. Bei der Wahl zum nächsten Landtag gewann er den 2. Wahlkreis des Bezirks Ebeleben, lehnte das Mandat aber ab.
Chop war schon in jungen Jahren als juristischer Autor aktiv und geschätzt. Nach seiner frühen Pensionierung nahm er diese Tätigkeit für einige Jahre wieder auf.
In Chops Regierungszeit wurde eine große Zahl von Reformgesetzen eingeführt, zum Teil veranlasst durch die Verabschiedung der Grundrechte des deutschen Volkes durch das Frankfurter Parlament. Sie „brachten einen Modernisierungsschub, wie ihn das Fürstentum noch nicht erlebt hatte, und blieben trotz des Siegeszuges der Reaktion […] in vielen wichtigen Einzelbestimmungen […] im Grundsatz in Kraft.“

## Ehrungen
Chop wurde am 5. Mai 1850 zum Komtur mit dem Stern des Großherzoglichen Hausordens vom weißen Falken ernannt.

## Schriften (Auswahl)
- Muß der Advocat sich zum Processe legitimiren und durch welches Rechtsmittel kann er die ihm wegen mangelnder Vollmacht zuerkannte Strafe anfechten? In: Jahrbücher der Gesetzgebung und Rechtspflege in Sachsen II. Bd., Jg. 1829. 1830, S. 332–341.
- I. Kann überhaupt die provocatio ex lege diffamari, und zwar unter welchen Voraussetzungen, bei Verbalinjurien angewendet werden, und II. darf der Provocant beim Gebrauche des genannten Rechtsmittels seinen Gerichtsstand angehn? In: Archiv für die Civilistische Praxis 13. Bd. 1830, S. 317–343.
- Der gefährliche Nasenstüber, ein Fall unverschuldeter Tödtung. In: Annalen der deutschen und ausländischen Criminal-Rechts-Pflege 15. Bd. (N.F. 3. Bd.), 1833, S. 185–192.
- Versuch einiger Beiträge zu der Lehre von der Verjährung der Injurienklagen. In: Archiv für die Civilistische Praxis 17. Bd. 1834, S. 214–242.
- Diebstahl, qualificirter und großer, und Strafmaß. In: Annalen der deutschen und ausländischen Criminal-Rechtspflege 5. Bd. 1838, S. 415–428.
- Diebstahl, – verschiedene Arten, Strafen, Strafmaß. In: Annalen der deutschen und ausländischen Criminal-Rechtspflege 7. Bd. 1839, S. 107–148.
- Kann ein Verbrechen mit absolut untauglichen Mitteln versucht und an einem Gegenstande begangen werden, rücksichtlich dessen es unmöglich ist? In: Archiv des Criminalrechts. Neue Folge. Jg. 1842, 1842, S. 519–540.
- Wird die Verletzung des Weiderechts schon durch das bloße Urbarmachen einer weidepflichtigen Leede begründet? In: Blätter für Rechtspflege in Thüringen und Anhalt 3. Bd. 1856, S. 209–212.
- Ueber den Manifestationseid in der Executionsinstanz. In: Archiv für die Civilistische Praxis 40. Bd. 1857, S. 178–206.
- Ueberblick der wichtigsten, besonders der neueren Erscheinungen des Rechtszustandes in den beiden Fürstenthümern Schwarzburg bis zum Ende des Jahres 1855. In: Jahrbücher der deutschen Rechtswissenschaft und Gesetzgebung II. Bd. 1857, S. 265–277.
- Ueber das Bedürfniß eines Polizeistrafgesetzbuchs. In: Die Strafrechtspflege in Deutschland. 2. Heft, 1858, S. 24–43.
- Ueber Ordnungsstrafen. In: Archiv für die Civilistische Praxis 42. Bd. 1859, S. 69–84.
- Versuch eines Beitrags zu der Lehre von Codicillen und den sogenannten mystischen Testamenten. In: Archiv für die Civilistische Praxis 44. Bd. 1861, S. 311–340.
- Ueber den Begriff eines Gemeindebeamten. In: Archiv für praktische Rechtswissenschaft aus dem Gebiete des Civilrechts, Civilprocesses und Criminalrechts mit namentlicher Rücksicht auf Gerichtsaussprüche und Gesetzgebung 9. Bd. 1862, S. 350–360.
- Ueber das forum contractus. In: Archiv für praktische Rechtswissenschaft aus dem Gebiete des Civilrechts, Civilprocesses und Criminalrechts  mit namentlicher Rücksicht auf Gerichtsaussprüche und Gesetzgebung 10. Bd. 1863, S. 155–162.

## Nachweise
1. ↑  Todesanzeige und Kirchenamtsangabe in Regierungs- und Nachrichtsblatt für das Fürstenthum Schwarzburg-Sondershausen 1875, S. 132 und 136.
2. ↑  Ab April 1752, Matrikel S. 93.
3. ↑  Pfarrerbuch S. 142 und 114.
4. ↑  Ab Mai 1786, Matrikel S. 293.
5. ↑  Todesanzeige in Regierungs- und Intelligenz-Blatt vom 12. August 1832, S. 271.
6. ↑  Regierungs- und Intelligenz-Blatt vom 1. April 1826, S. 105 f.
7. 1 2 3  Laut Lengemann 2011, S. 43.
8. ↑  Todesanzeige und Kirchenamtsangabe in Fürstlich Schwarzb. Regierungs- und Intelligenz-Blatt vom 1. und 29. Januar 1848, S. 7 und 42.
9. ↑  Ab April 1799, Matrikel S. 392.
10. ↑  Todesangabe in Fürstlich Schwarzb. Regierungs- und Intelligenz-Blatt vom 16. November 1839, S. 369.
11. ↑  Regierungs- und Intelligenz-Blatt vom 18. Januar 1823, S. 17.
12. ↑  Regierungs- und Intelligenz-Blatt vom 19. Januar 1834, S. 28; Fürstlich Schwarzb. Regierungs- und Intelligenz-Blatt vom 6. März 1836, S. 75 f.
13. ↑  Fürstlich Schwarzb. Regierungs- und Intelligenz-Blatt vom 22. November 1835, S. 377.
14. ↑  Todesanzeige und Standesamtsangabe in Regierungs- und Nachrichtsblatt für das Fürstenthum Schwarzburg-Sondershausen vom 8. September und 4. Oktober 1883, Beilage zu S. 432 und S. 475.
15. ↑  Todesmeldung im Landtagsprotokoll vom 8. September 1848 S. 110 f.; Todes- und Dankesanzeige in Fürstlich Schwarzb. Regierungs- und Intelligenz-Blatt vom 16. September 1848, S. 388 f.; Kirchenamtsangabe vom 4. November 1848, S. 486.
16. ↑  Ab Oktober 1827, Matrikel S. 789.
17. ↑  Todesangabe in Regierungs- und Nachrichtsblatt für das Fürstenthum Schwarzburg-Sondershausen vom 7. November 1889, S. 535.
18. ↑  Heiratsangabe in Regierungs- und Intelligenz-Blatt vom 8. Februar 1835, S. 45.
19. ↑  Regierungs- und Intelligenz-Blatt vom 20. März 1831, S. 90.
20. ↑  Regierungs- und Intelligenz-Blatt vom 10. August 1834, S. 157.
21. ↑  Fürstlich Schwarzb. Regierungs- und Intelligenz-Blatt vom 13. März 1841, S. 83.
22. ↑  Fürstlich Schwarzb. Regierungs- und Intelligenz-Blatt vom 15. Januar und 9. April 1842, S. 17 und 137.
23. ↑  Fürstlich Schwarzb. Regierungs- und Intelligenz-Blatt vom 25. April 1846, S. 139.
24. ↑  Fürstlich Schwarzb. Regierungs- und Intelligenz-Blatt vom 26. Dezember 1846, S. 438.
25. ↑  Landtagsprotokolle vom 28. Juni 1847 S. 3 bis zum 27. März 1848 S. 360.
26. ↑  Pfarrerbuch S. 152.
27. ↑  Todesanzeige in Fürstlich Schwarzb. Regierungs- und Intelligenz-Blatt vom 28. Juli 1849, S. 358.
28. ↑  Eingeschrieben am 11. Mai 1789 (Matrikel der Universität Jena 1764‒1801, S. 101r).
29. ↑  Pfarrerbuch S. 113 f.
30. ↑  Göttingen ab Mai 1821, Matrikel S. 646 und 713.
31. ↑  Landtagsprotokoll vom 4. Juni 1849, S. 1f.
32. ↑  Todesangabe in Arnstädtische wöchentliche Anzeigen und Nachrichten vom 16. Juli 1814, S. 238.
33. ↑  Ab April 1793, Matrikel S. 343.
34. ↑  Todesanzeige in Fürstlich Schwarzb. Regierungs- und Intelligenz-Blatt vom 30. März 1839, S. 106.
35. ↑  Pfarrerbuch S. 111.
36. ↑  1814 im Landsturm-Ausschuss: Arnstädtische wöchentliche Anzeigen und Nachrichten vom 28. Mai 1814, S. 179.
37. ↑  Pfarrerbuch S. 287.
38. ↑  Heiratsangabe in Regierungs- und Intelligenz-Blatt vom 19. Juni 1824, S. 198.
39. ↑  Auch noch mit dessen älterem Bruder [1.1.] C. Chr. F. Chop; vgl. z. B. Schwarzburg-Sondershäusischer Hof- und Address-Kalender auf das Jahr 1831, S. 35f.
40. 1 2 3 4  Laut Irmischs Nachruf.
41. ↑  Geburtsanzeige und Taufangabe in Regierungs- und Intelligenz-Blatt vom 21. Oktober 1827, S. 341 und 24. Februar 1828, S. 71
42. ↑  Fürstlich Schwarzb. Regierungs- und Intelligenz-Blatt vom 4. Dezember 1852, Beilage S. 3.
43. ↑  Geburtsanzeige und Taufangabe in Regierungs- und Intelligenz-Blatt vom 20. März 1831, S. 92, und 29. Mai, S. 173.
44. ↑  Todesanzeige in Der Deutsche. Zeitung für Thüringen und den Harz 1898 Nr. 83; Nachruf in Nr. 84.
45. ↑  Geburtsanzeige und Taufangabe in Fürstlich Schwarzb. Regierungs- und Intelligenz-Blatt vom 1. Mai 1836, S. 149, und 26. Juni 1836, S. 213.
46. ↑  Regierungs- und Nachrichtsblatt für das Fürstenthum Schwarzburg-Sondershausen vom 27. September 1879, S. 461.
47. ↑  Eingeschrieben am 4. Mai 1817 (Matrikel der Universität Jena 1801–1854, S. 95).
48. ↑  Regierungs- und Amts-Blatt vom 2. März 1822, S. 73.
49. ↑  Regierungs- und Intelligenz-Blatt vom 30. August 1823, S. 275, vom 10. April 1824, S. 115 und vom 8. Oktober 1825, S. 321.
50. ↑  Fürstlich Schwarzb. Regierungs- und Intelligenz-Blatt vom 23. August 1835, S. 266 f., und vom 10. April 1836, S. 119.
51. ↑  Fürstlich Schwarzb. Regierungs- und Intelligenz-Blatt vom 9. November 1839, S. 355.
52. ↑  Das entsprach einem Wunsch vieler Bürger, vgl. die Vertrauensadresse in Fürstlich Schwarzb. Regierungs- und Intelligenz-Blatt vom 23. Juni 1849, S. 300.
53. ↑  Ernennung und erste Bekanntmachungen in Fürstlich Schwarzb. Regierungs- und Intelligenz-Blatt vom 18. März 1848, S. 95–97, mit Bezug auf die Fürstlichen Proklamationen vom 13. und 14. März (Gesetz-Sammlung 1848, S. 13–16).
54. ↑  Fürstlich Schwarzb. Regierungs- und Intelligenz-Blatt vom 22. Juni 1850, S. 260.
55. ↑  Vgl. Blätter von der Saale vom 2. Dezember 1851, S. 673.
56. ↑  Chops Dank an seine Wähler in Privilegirtes Arnstädtisches Regierungs- und Intelligenz-Blatt vom 14. Juni 1851, S. 203.
57. ↑  Protokolle der Deutschen Bundesversammlung vom Jahre 1851. Frankfurt a. M., S. 271–274.
58. ↑  Vgl. den Entwurf eines Gesetzes, die Revision der Verfassung betreffend, vorgelegt am 6. Januar, über den später beraten wurde (Landtagssitzung vom 6. Januar 1852, S. 10, und Deputationsbericht vom 13. Januar 1852). Seinem Nachfolger Schönemann gelang es nicht, diese Vereinfachung durchzusetzen.
59. ↑  Verhandlungen des 3. ordentlichen Landtags für Schwarzburg-Sondershausen, II. Sitzung, S. 2–4.
60. ↑  nachgewählt wurde der Gymnasiallehrer Heinrich Hoschke.
61. ↑  Fürstlich Schwarzb. Regierungs- und Intelligenz-Blatt vom 22. November 1851, S. 367f. und vom 10. Januar 1852, S. 11.
62. ↑  Fürstlich Schwarzb. Regierungs- und Intelligenz-Blatt vom 8. Oktober 1853, S. 441.
63. ↑  H. [d. h., B. Huschke.]: Das Jahr 1848. In: Der Deutsche. Sondershäuser Tageblatt 1903 Nr. 82.
64. ↑  Lengemann 1998, S. 29.
65. ↑  Staats-Handbuch für das Großherzogthum Sachsen-Weimar-Eisenach 1851, S. 14.
66. ↑  Mit falschem Geburtsdatum.

| Personendaten    | Personendaten                         |
| ---------------- | ------------------------------------- |
| NAME             | Chop, Friedrich                       |
| ALTERNATIVNAMEN  | Christian Wilhelm Friedrich Otto      |
| KURZBESCHREIBUNG | Landtagsabgeordneter und Märzminister |
| GEBURTSDATUM     | 28. Februar 1801                      |
| GEBURTSORT       | Sondershausen                         |
| STERBEDATUM      | 16. März 1875                         |
| STERBEORT        | Sondershausen                         |